# A Recepção de Capacete

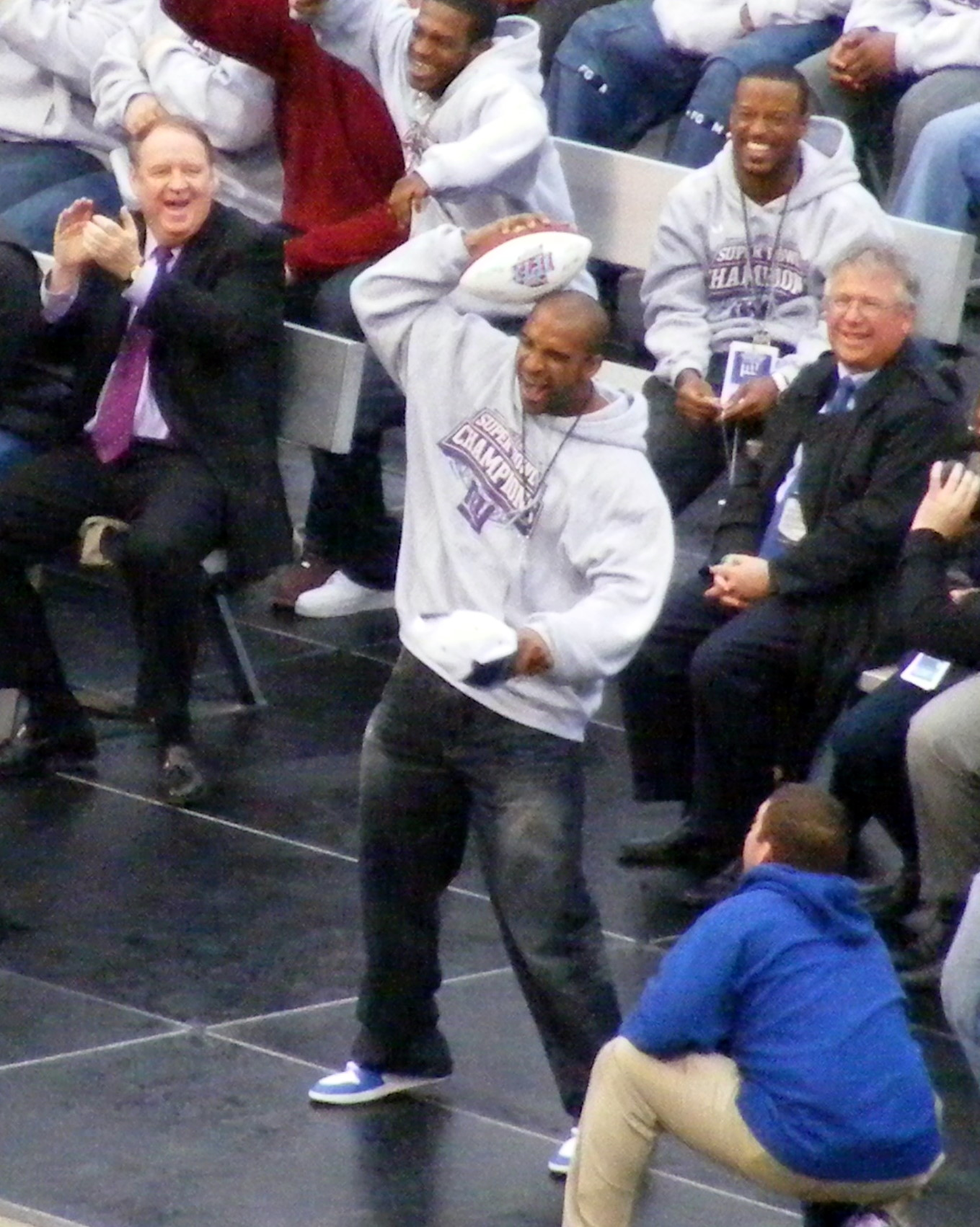
Tyree imitando o "Helmet Catch".

A Recepção de Capacete é a recepção feita por David Tyree após um lançamento de Eli Manning no Super Bowl XLII que ocorreu em 3 de Fevereiro de 2008, ambos os jogadores atuavam pelo time de futebol americano New York Giants, e nessa partida enfrentavam o New England Patriots. Essa jogada foi fundamental para a vitória do New York Giants, no momento da jogada o placar do jogo era de 14-10 para o New England Patriots, a jogada foi nomeada como a jogada da década  pela NFL Films.

## Jogada
Manning havia chamado a jogada "76 Union Y Sail" do livro de jogadas dos Giants buscando um recebedor no fundo do campo. A bola estava posicionada na linha de 44 jardas do campo de defesa dos Giants e a jogada era uma terceira descida para um avanço de 5 jardas, Manning recebeu a bola na formação shotgun e imediatamente foi pressionado pela linha defensiva dos Patriots, composta por Richard Seymour, Jarvis Green e Adalius Thomas, Green agarrou o ombro de Manning enquanto Seymour segurava as costas da camisa do jogador dos Giants, na esperança de derrubá-lo e provocar um sack. Entretanto Manning se desvincilhou dos defensores, recuou até a linha de 34 jardas e lançou a bola até a linha de 24 jardas do campo dos Patriots, onde Tyree estava posicionado. Troy Aikman da FOX disse após a jogada "eu não sei como ele saiu de lá". Se Manning fosse sacado os Giants enfrentariam uma quarta descida para aproximadamente 8 jardas, sendo que antes na mesma jogada eles já haviam convertido uma quarta descida.
Mediante à pressão exercida pelos Patriots, Tyree percebeu que não conseguiria percorrer sua rota original, então recuou até a linha de 24 jardas, onde recebeu o passe de Manning e foi instantaneamente atingido pelo defensor dos Patriots Rodney Harrison. A princípio, Tyree havia recebido a bola com as duas mãos, porém o contato com Harrison moveu seu braço esquerdo para longe da bola, fazendo com que Tyree controla-se a bola com apenas uma das mãos, para segurar a bola Tyree puxou a bola contra seu capacete e foi jogado no chão por Harrison, Tyree prendeu a bola até que encostasse no chão e a recepção fosse confirmada.
A jogada terminou com um ganho de 32 jardas para os Giants e uma primeira descida à 58 segundos do fim da partida, quatro jogadas depois Plaxico Burress marcou o touchdown que deu a vitória de 17-14, e consequentemente o título da temporada aos Giants, essa foi a única derrota dos Patriots na temporada, eles haviam chegado à final com um recorde de 18 vitórias e nenhuma derrota.

## Apelidos
Assim como outras jogadas famosas na NFL, essa recebeu diversos apelidos um deles, o Recepção-42, foi escolhido por torcedores dos Giants em uma enquete feita pelo New York Daily News, por ter relação com o Super Bowl XLII e com a forma de marcação escolhida pelos Patriots. Bill Simmons a nomeou como A Recepção de Capacete. Outros apelidos foram dados, como A Recepção E-maculada (que fazia uma comparação com a recepção imaculada somada da letra E de Eli). George W. Bush usou o nome A Grande Escapada durante a visita dos Giants à Casa Branca.

## Pós Jogo
A jogada proporcionada por Manning e Tyree ganhou o prêmio de melhor jogada de 2008 entre as ligas norte-americanas. A Fox Sports , a NBC Sports e a NFL.com  nomearam A Recepção de Capacete como a melhor jogada na história do Super Bowl, Adrian Hasenmeyer disse que essa jogada "é um insulto as leis da física e a Albert Einstein". Steve Sabol, criador da NFL Films, comparou Manning com Fran Tarkenton e disse que a jogada "desafia a lógica, a história, a gravidade e qualquer outra coisa que você possa mencionar" 